# ISO 3166-2:JO
ISO 3166-2:JO é a entrada para a Jordânia na ISO 3166-2, parte da norma ISO 3166 publicada pela Organização Internacional para a Padronização (ISO), que define códigos para os nomes das principais subdivisões (por exemplo, províncias ou estados) de todos os países codificados na ISO 3166-1.
Atualmente para a Jordânia, os códigos ISO 3166-2 são definidos para 12 províncias.
Cada código consiste em duas partes, separadas por um hífen. A primeira parte é JO, o código ISO 3166-1 alfa-2 da Jordânia. A segunda parte são duas letras.

## Códigos atuais
Os nomes das subdivisões estão listados como na norma ISO 3166-2 publicada pela Agência de Manutenção ISO 3166 (ISO 3166/MA).
Clique no botão no cabeçalho para classificar cada coluna.
| Código | Nome da subdivisão (ar) (BGN/PCGN 1956) | Variante local |
| ------ | --------------------------------------- | -------------- |
| JO-AJ  | 'Ajlūn                                  |                |
| JO-AQ  | Al'Aqabah                               | Aqaba          |
| JO-AM  | Al 'A̅şimah                              | 'Ammān         |
| JO-BA  | Al Balqā'                               |                |
| JO-KA  | Al Karak                                |                |
| JO-MA  | Al Mafraq                               |                |
| JO-AT  | Aţ Ţafīlah                              |                |
| JO-AZ  | Az Zarqā'                               |                |
| JO-IR  | Irbid                                   |                |
| JO-JA  | Jarash                                  |                |
| JO-MN  | Ma'an                                   |                |
| JO-MD  | Madaba                                  |                |

## Alterações
As seguintes alterações na entrada foram anunciadas em boletins informativos pela ISO 3166/MA desde a primeira publicação da ISO 3166-2 em 1998:
| Boletim informativo | Data de emissão                                              | Descrição da mudança no boletim informativo                                                            |
| ------------------- | ------------------------------------------------------------ | --- |
| Boletim II-3        | 13 de dezembro de 2011 (corrigido em 15 de dezembro de 2011) | Reordenação alfabética, precisão e evolução de nomes administrativos e atualização da lista de fontes. |